# Daliu, Henan
Daliu (kinesiska: 大流, 大流乡) är en socken i Kina. Den ligger i provinsen Henan, i den centrala delen av landet, omkring 190 kilometer nordost om provinshuvudstaden Zhengzhou. Antalet invånare är 30 502. Befolkningen består av 15 603 kvinnor och 14 899 män. Barn under 15 år utgör 23,0 %, vuxna 15-64 år 67 %, och äldre över 65 år 8,0 %.
Genomsnittlig årsnederbörd är 623 millimeter. Den regnigaste månaden är juli, med i genomsnitt 194 mm nederbörd, och den torraste är januari, med 3 mm nederbörd.